# Трикарбид диплутония
Трикарбид диплутония — бинарное неорганическое соединение,
плутония и углерода
с формулой Pu2C3,
серые или чёрные кристаллы,
не растворяется в воде.

## Получение
- Восстановление диоксид плутония с углеродом:

{\displaystyle {\mathsf {2PuO_{2}+7C\ {\xrightarrow {1850^{o}C}}\ Pu_{2}C_{3}+4CO}}}

## Физические свойства
Трикарбид диплутония образует серые или чёрные, с металлическим блеском кристаллы
кубической сингонии,
пространственная группа I 43d,
параметры ячейки a = 0,81256÷0,81330 нм, Z = 8,
структура типа Th3P4.
Трикарбид диплутония имеет узкую область гомогенности 58÷60 ат.% углерода.
Не растворяется в воде.

## Химические свойства
- Более устойчив, по сравнению с карбидом плутония — более устойчив к окислению при нагревании на воздухе, труднее реагирует с кипящей водой и кислотами.